# 中天電視
中天電視股份有限公司（簡稱中天）是臺灣的一家衛星電視台，隸屬於旺中集團，集團下有中天綜合台、中天娛樂台两個台灣境內頻道；中天亞洲台、中天北美台兩個境外頻道及中天新闻台一个网络电视频道。總部位於台北市內湖區的時報廣場大樓。

## 發展沿革

### 前身：傳訊電視與中視衛星
1994年11月底，傳訊電視透過衛星開播全天候華語新聞頻道「中天頻道」。中天頻道在台北市、香港、北京、紐約市各設一個新聞中心。為了充實中天頻道陣容，傳訊電視聘請前台灣《中時晚報》副總編輯陳浩擔任台北新聞中心負責人，並且網羅30多位包括台灣老三台在內的各媒體新聞工作者。當時該頻道由「木喬傳播公司」取得台灣代理權，該公司屬於象山集團成員。1996年4月，由於不堪傳訊電視虧損，傳訊電視創辦人于品海將傳訊電視經營權賣給和信企業團少東辜啟允。
1997年1月30日，中國電視公司與象山集團成員木喬傳播事業股份有限公司合資設立中視衛星傳播股份有限公司，總部設於台北市信義區忠孝東路四段560號十三樓之二、之三、之四，接手經營木喬傳播經營的「心動頻道」，並改名為「中視二台」（HER TV），1997年4月4日開播，定位是女性專屬頻道。1998年，「中視二台」轉型為綜合頻道，不再使用“HER TV”英文名稱。1999年3月22日，「中視二台」改名為「中視衛星」。

### 創立經過
2000年1月17日，傳訊電視將「中天頻道」更名「中天新聞台」；「大地頻道」更名「大地電視台」。2000年底，和信企業團將傳訊電視經營權賣給象山集團。但大地電視台因故無法過戶，而象山集團另外推出新頻道勁報電視台作為替代。2001年3月8日，中視衛星傳播召開臨時董事會，決議2001年4月起將「中視衛星」改名為「中天娛樂台」，「勁報電視台」改名為「中天資訊台」，而「中天新聞台」名稱不變；原本擬在會中討論中視衛星傳播是否改名為「勁道數位電視」，最後未通過改名。2001年6月7日，中視衛星傳播董事會通過改名為「勁道數位電視股份有限公司」，意味著象山集團與中視畫清界限。2001年9月17日上午，由於納莉颱風帶來的洪水，中農科技大樓的1樓與地下3層樓淹水，勁道數位電視停播2日，中華電視公司緊急挪出兩個攝影棚給勁道數位電視使用；2001年9月19日，中天新聞台於11:00復播，中天資訊台於17:00復播。

### 早期發展
2002年6月，由於象山集團無力經營勁道數位電視，勁道數位電視改由中時集團入主、並改名為中天電視股份有限公司。中時集團接手經營中天三頻道，成為台灣唯一跨平面、網路、電視媒體平台；以及跨文化、娛樂、新聞、資訊內容服務；跨傳播、休閒藝術、科技產業的全方位媒體集團。同年中天電視與樂彩股份有限公司簽約，取得公益彩券開獎實況轉播權，期限為2006年12月31日。12月，中天電視總部搬遷至台北市內湖區的「時報廣場大樓」，佔地達2500坪。
2004年1月，「中天資訊台」轉型為綜合頻道，更名為「中天綜合台」。2005年12月31日，中天電視首次取得2006台北最High新年城跨年晚會轉播。2008年11月，旺旺集團總裁蔡衍明以個人名義入主中時集團，中天電視於2009年連同整個中時集團成為旺旺中時媒體集團成員。2010年11月6日，中天電視轉播2010年台北國際花卉博覽會開幕晚會，為台灣史上節目表演地點涵蓋範圍最大的晚會。
2013年1月14日，中天電視董事長馬詠睿與大愛電視總監湯健明共同宣布，中天電視與大愛電視正式合作，第一步是1月18日起中天娛樂台每日21點整播出大愛劇場《明天更美麗》，其後2月2日起中天娛樂台也會播《大愛全紀錄》。

### 近期狀況
2019年6月18日，時代力量籍立委黃國昌發函NCC，要求廢止中天新聞執照。但是黃的主張也遭到一些反對，如2019年6月20日統促黨組織多人赴立法院抗議，抗議代表高舉麥克風向黃喊話表示，「你憑什麼強迫CNN[sic]一定要關閉中天？」。
2020年11月18日，NCC決議中天新聞台不予換照後。中天委請律師於11月23日向臺北高等行政法院聲請假處分，但遭駁回，12月8日中天提起抗告，最高行政法院於12月11日駁回抗告，全案定讞。至此有線電視52台亦於12月12日零時起，暫成為空置頻道。近20年來另有8頻道換照未過，這是第一個新聞台案例。2020年12月12日，中天新聞台於凌晨起結束有線電視頻道放送，轉而以網路方式延續。2023年5月10日，台北高等行政法院撤銷NCC的不予換照之處分，全案可上訴，前NCC委員翁曉玲呼籲NCC放棄上訴。
NCC對中天多項報導不實之處罰也被法院連續推翻；台北高等行政法院認為依照中天電視公司提供的證據，公司並未違反事實查證原則。法院還指出，NCC適用法律錯誤，超過衛星廣播電視法的文義範圍，違反處罰法定原則。2024年11月14日，NCC的其中一項上訴被最高行政法院駁回。
2025年7月，中天電視睽違20年後再次取得2026台北最High新年城跨年晚會轉播（繼2006年北市跨年晚會承辦屆次）。

## 政治立場
中天在傳統上被視為「藍媒」，親近國民黨兩岸立場，支持九二共識。其老闆蔡衍明曾經是台灣首富，陸續買下《中國時報》、中天新聞及中國電視公司頻道，以作為旺旺中時集團一員。
2010年11月，監察院監察委員吳豐山調查指出，中華人民共和國政府以置入式營銷手法購買台灣報紙版面，並指出旺旺中時集團北京分公司曾經招攬中華人民共和國政府的廣告業務，並高價轉售給其他台灣媒體。
2019年7月15日，時任民進黨秘書長羅文嘉稱中天電視台拿了北京錢，「基本上是個紅媒」，旺中集團為此控告羅文嘉。2021年5月10日，檢方為以2018年之前十多年旺中財報記錄有拿中國補助款合計152億多元，另曾收取廣告費500多萬美元及租金上百萬人民幣，不起訴羅文嘉。
2019年7月16日，金融時報報道國台辦對包括中天電視在內旺中集團媒體編輯部門下達編採指示。旺中集團為此控告《金融時報》、翻譯引述報導的中央社。2021年初，遞狀撤告。
2020年10月，黃國昌發文質疑蔡衍明以個人政治喜好影響新聞編輯流程，並貼出相關微信聊天紀錄，蔡衍明及中天新聞則抨擊黃國昌斷章取義、混淆視聽。

## 報導偏差

### 事實錯誤
2012年，國立陽明大學碩士生林庭安邀請麻省理工學院學者喬姆斯基舉著印有「反媒體壟斷運動 Anti-Media Monopoly 拒絕中國黑手 捍衛新聞自由 我在MIT守護台灣」的自製紙牌聲援臺灣的反媒體壟斷運動，由於他不懂中文，故引起旺中集團媒體與中方學者質疑。林庭安則出示電郵紀錄表明在事前已電子郵件逐字翻譯，並說明反親中媒體壟斷之立場，現場也逐字逐句翻譯給喬姆斯基，喬姆斯基也表示不認為受誤導。身為受批判當事人的中天新聞特地派出身中國大陸的臧國華赴波士頓訪問喬姆斯基，卻於2013年2月2日由張雅婷播報的新聞中刻意漏翻反對媒體壟斷與支持新聞自由等關鍵字句，亦未打出字幕，扭曲其部分發言語意，被網友挑出錯誤，並大加撻伐為「獨家示範『雞同鴨講』」。國家通訊傳播委員會於該不公報導兩日內即收到200多封以上的民眾投訴檢舉，NCC並請中天主管到會說明。中天於4日發布聲明致歉並表示將進行檢討改進。
2013年4月8日，前英國首相柴契爾夫人逝世，中天插播逝世消息時誤植為英國女王伊麗莎白二世。
2019年3月13日，《中天新聞》報導稱台灣原生種石虎和黑熊是「兇猛又具攻擊性的動物」，稱貓熊「可愛、療癒又沒有攻擊性」，報導播出後引起不滿，被批評是報導不實，報導影片也在爭議不久後下架。台灣黑熊保育協會指出，貓熊「可愛，無攻擊性」完全欠缺科學正確性，也是錯誤的資訊，不具任何教育意涵，該協會又指熊是猛獸，人們應與其保持適當的距離。有網民搜出中天在2011年稱熊貓「肉食天性難改」的報導，諷刺中天是在自打嘴巴。

### 誘導發言
2012年，《中天新聞》報導台中民眾投訴帶了薯條進威秀影城，被工作人員阻擋在外，威秀影城公關經理李光爵不滿新聞標題指稱「看都沒看就丟」，與事實不符；另指出影城正確名稱為「威秀影城」而非「華納威秀」。更讓他介意的是，記者以欺騙方式告訴他，「投訴的民眾是麥當勞袋子裡裝『麵包』，不是『薯條』」，他才願意接受訪問，李光爵對此表示：「只要是中天新聞記者，一律擋。」

### 盜版行為
2019年4月22日，中天播報公視《我們與惡的距離》完結篇新聞專題，被網友發現中天使用盜版片源，上頭字幕是簡體字，而右下角浮水印是賭場推銷訊息，中天再自行壓上「翻攝公共電視」。對於此事公視則回應：「針對同業使用盜版畫面作為新聞素材，公視已立即通知請其下架，並再重申《我們與惡的距離》網路上盜版猖獗，呼籲觀眾及媒體同業不論觀看或是散佈，都屬盜版行為。公視已循法律途徑解決，懇請以行動支持正版、支持台劇。」

### 查證爭議
2019年3月29日，國家通訊傳播委員會（NCC）針對中天新聞台的「異相?!三市長合體 天空出現『鳳凰展翅』雲朵」等2新聞，認定違反事實查證原則，罰款100萬元；另對中天遭檢舉大量報導高雄市長韓國瑜等，祭出5項改正措施，必要時並將命其撤換新聞部主管。NCC決議認為，中天新聞未落實新聞內控和自律機制，違反衛星廣播電視法43條第2項規定，有損害訂戶或視聽眾權益。中天下午發表5點聲明表示，對NCC「認事用法實無法認同」，將尋求行政救濟途徑維護合法權益。2021年中天抗告成功，中天上訴高等行政法院，台北高等行政法院審理發現，此案的外部諮詢會議共有16名委員出席，其中9人建議「發函改進」，3人建議「不予處理」，合計有12人認定未達違法需裁罰。NCC審議時未就諮詢會議的建議進行討論，也未說明不採多數委員意見的理由，僅擷取另4名委員意見，決議認定中天違法。北高行認為一審未釐清此部分，未盡職權調查義務，判決發回更審。鄭正鈐認為按照「毒樹毒果理論」，取證違法，證據便無法被承認，質疑以少數暴力取得決議，懷疑NCC在審理中天撤照案時，到底還有多少「毒樹毒果」？類似地，2017年三立新聞報導《祥龍真子，賴清德接閣揆當晚，天空「巨龍紅光」被傳成異象》並無被開罰，引發民眾質疑有雙重標準。
2021年6月27日，高端疫苗生物製劑股份有限公司發布公告，針對中天網路新聞25日擷取CNN報導畫面，並稱「CNN記者可以不用穿防護衣就進到生產線」一事澄清。高端表示，CNN記者並未進入GMP疫苗生產級區內，且採自動化預充填針劑充填設備、封裝非手工；要求中天網路新聞立刻更正，並下架該不實報導。中天新聞發布聲明表示：第一，若高端並非人工裝盒，應該去要求CNN更正報導；第二，如果CNN用2年前畫面導致全世界誤解高端檢驗人員沒戴口罩，高端也應該要求CNN更正；第三，至於高端安排CNN記者入廠採訪竟未要求記者穿防護衣是否恰當，可受公評。若高端對中天報導有不實指控和汙蔑，中天保留法律追訴權。

## 外部連結
- 中天電視官方網站（页面存档备份，存于）（繁體中文）
- （页面存档备份，存于）
- 中天綜合台官方網站 （页面存档备份，存于）
- 中天娛樂台官方網站 （页面存档备份，存于）
- 中天新聞網官方網站 （页面存档备份，存于）
- 中天亞洲台官方網站 （页面存档备份，存于）
- YouTube上的中天電視頻道
- 中天快點TV的Facebook專頁
- 中天電視官方微博的新浪微博
- YouTube上的北美中天頻道中旺電視頻道

1. ↑  其將中華民國國家通訊傳播委員會（NCC）口誤稱為CNN